# 2014年ソチオリンピックのパラグアイ選手団
2014年ソチオリンピックのパラグアイ選手団（2014ねんソチオリンピックのパラグアイせんしゅだん）は、2014年2月7日から23日までロシアのソチで開催された2014年ソチオリンピックパラグアイ選手団の名簿。パラグアイは今回、冬季オリンピック初参加となった。開会式の選手入場では、2013年に変更された新国旗ではなく、旧国旗を持って行進をした。

## 選手団
- 人員: 選手 1人
- 開会式旗手: フリア・マリーノ

## フリースタイルスキー
- フリア・マリーノ

女子スロープスタイル (予選敗退、17位、36.40)